# San Bartolomé de Bregantia

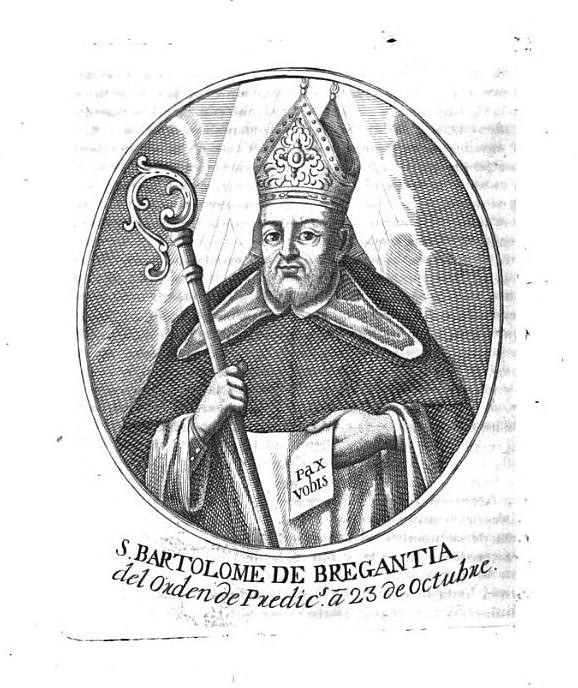
San Bartolomé de Bregantia.

San Bartolomé de Bregantia nació hacia el año 1200 en la ciudad italiana de Vicenza. Integrante de la familia de los condes de Braganza, fue formado en consonancia con su alcurnia. Estudió en Padua y tuvo la fortuna de conocer en plena juventud a Santo Domingo de Guzmán, quien acababa de fundar en Vicenza. Tenía alrededor de 20 años cuando él le impuso personalmente el hábito dominico. Después de haber sido ordenado sacerdote, a Bartolomé le encomendaron sucesivas e importantes misiones. Una de sus cualidades destacadas era la predicación. Hábil y certero en sus argumentos, salía victorioso en su lucha contra los herejes. Por eso, aunque inicialmente había impartido Sagradas Escrituras, conociendo su inteligencia y virtud fue enviado a diversos lugares.

## Vida
Bartolomé de Bregantia estudió en la Universidad de Padua. Alrededor del año 1220, recibió el hábito de Santo Domingo de manos del propio fundador de la orden, en Vicenza, su ciudad natal. Ejerció con gran prudencia el cargo de prior en varios conventos. 
En 1233, predicando en Bolonia con el P. Juan de Vicenza, fundó la orden militar de los «Fratres Gaudentes», para la preservación de la paz y el orden públicos. La orden se extendió por varias ciudades de Italia y existió hasta el siglo XVIII. 
En la época del beato, el Cercano Oriente necesitaba con urgencia obispos santos a causa de los abusos de los cruzados; nada tiene de extraño que Bartolomé fuera nombrado obispo de Chipre. El beato fue a visitar en Palestina a san Luis de Francia, quien le acogió muy amistosamente y le invitó a ir a Francia. El beato Bartolomé aceptó la invitación algunos años más tarde, cuando fue enviado como legado pontificio a Inglaterra. Enrique III se hallaba entonces en Aquitania, a donde fue a verle el beato y después, le acompañó a París, donde el rey Luis le regaló en recuerdo, una espina de la corona del Salvador. Más tarde, ya en Vicenza, construyó una iglesia llamada De la Santa Corona, donde se veneraba la espina sagrada.
En 1256, el papa Alejandro IV trasladó a Bartolomé a la sede de Vicenza. Pronto se vio envuelto en dificultades con el violento y malvado jefe de los gibelinos, Ezzelino da Romano, quien le obligó a abandonar temporalmente su diócesis. 
A su vuelta, Bartolomé se entregó con más energía que nunca a su grey, reconstruyó las iglesias que Ezzelino había destruido e hizo cuanto pudo por restablecer la paz entre las ciudades del Véneto. Cuatro años antes de su muerte, el beato asistió a la segunda traslación de las reliquias de Santo Domingo y pronunció con esa ocasión un panegírico. 
Falleció el 27 de octubre de 1270 en Vicenza. El pueblo, que le veneraba mucho, empezó pronto a darle el título de beato. Su culto fue confirmado en 1793.

## Escritos
Bartolomé escribió varios textos entre los cuales se conservan Expositio Cantici Canticorum y De venatione divini amoris, que tiene como trasfondo el pensamiento del Pseudo-Dionisio.

## Festividad
Se celebra la festividad de San Bartolomé de Bregantia Obispo, Religioso de la Orden de Predicadores (Dominicos) (siglo XIII) el día 27 de octubre.